# Trichohestima
Trichohestima is een kevergeslacht uit de familie van de boktorren (Cerambycidae). De wetenschappelijke naam van het geslacht werd voor het eerst geldig gepubliceerd in 1943 door Breuning.

## Soorten
Trichohestima omvat de volgende soorten:
- Trichohestima biroi (Breuning, 1953)
- Trichohestima setifera Breuning, 1943
- Trichohestima unicolor (Breuning, 1959)